# Чортів міст (БАМ)
Чортів міст — напівкруглий віадук на Північному обході Байкало-Амурської магістралі, унікальна інженерно-технічна споруда.

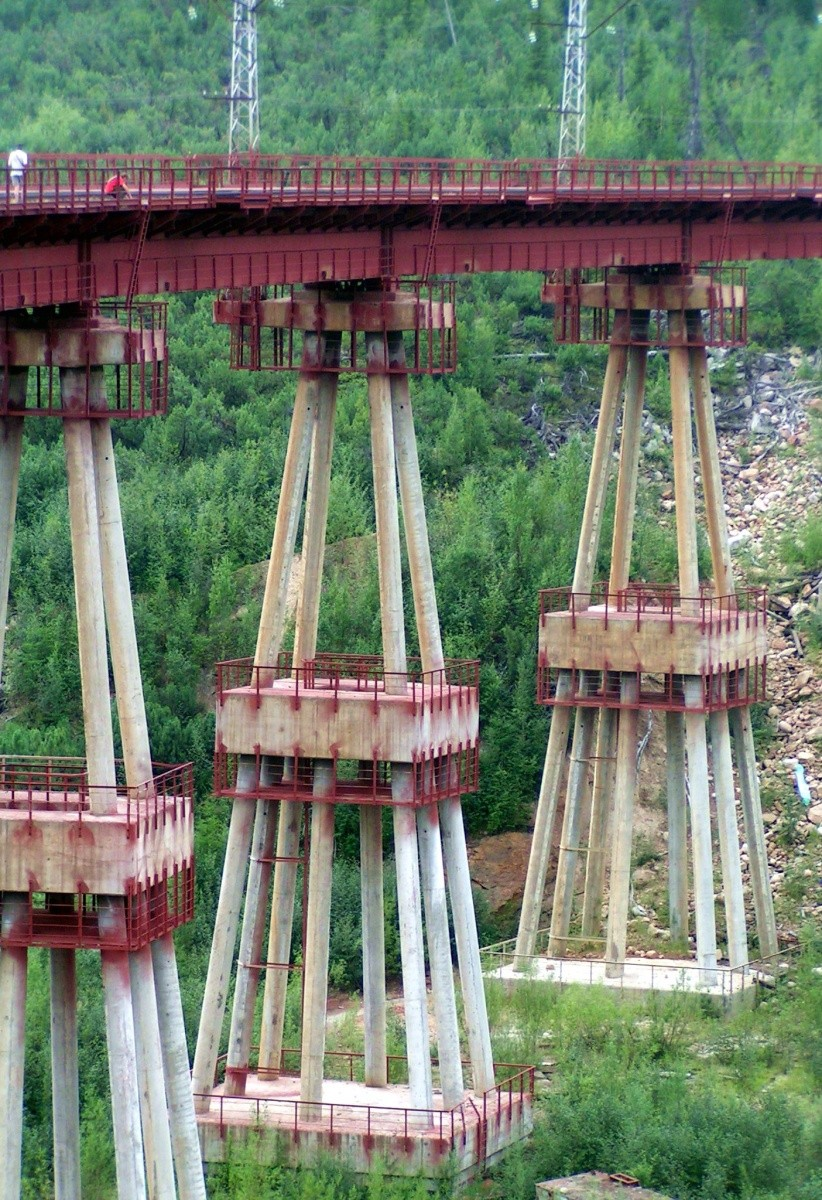
Опори мосту

Був побудований в 1986 році, але постійний рух поїздів почався в 1989 році. Проходить над річкою Ітикіт (притока Ангаракану). Висота досягає 35 метрів.
Розташований на характерних двоярусних опорах, єдиний у Росії міст такої конструкції. Трохи розгойдується при проходженні по ньому важких потягів (з 2002 року такі по мосту не ходять, ходять тільки робочі поїзди, основний рух йде по Північному тунелю). Міст користується недоброю славою у машиністів, що побоюються проїжджати мостом. Вважається одним із найкрасивіших місць на Байкало-Амурської магістралі, приваблює чимало самодіяльних туристів.